# Форначе (Кремона)
Форначе (итал. Fornace) је насеље у Италији у округу Кремона, региону Ломбардија.
Према процени из 2011. у насељу је живело 80 становника. Насеље се налази на надморској висини од 50 м.